# ラモラック

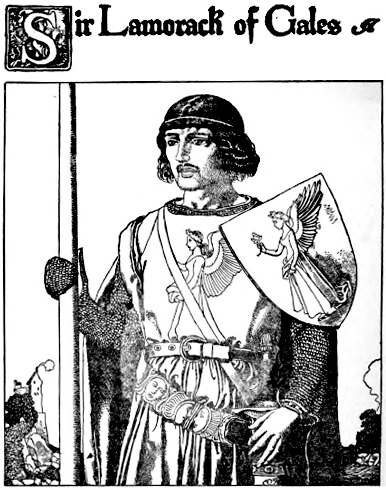
ゲイルズのラモラック卿、ハワード・パイルによる挿絵

ラモラック卿（Sir Lamorak）はアーサー王伝説に登場する円卓の騎士の一人。ペリノア王の息子であり、兄弟にトー卿、アグロヴァル卿、パーシヴァル卿、ドリアン卿がいる。マロリー版では非常に武勇に優れた人物であり、第一の騎士ランスロット卿、第二の騎士トリスタン卿に次ぐ、第三の騎士とされる。マーリンは、彼が王国を滅ぼす者（モルドレッド卿）の名前を教えてくれると預言した。
アーサー王の父ウーサー・ペンドラゴンの時代に最高の騎士と称えられた叔父のラモラット（Lamorat of Listenois）に因んで名づけられた。その名を冠した彼は、その強さ、激しい気性、そして少なくとも30人の騎士を一人で倒すなどの武勇で名声を博した。ラモラック卿はガウェイン卿に父ペリノア王を殺害されたため、若くして一族の当主となる。キャメロットに現れるやいなや武勇によって頭角を現わし、数々の冒険を成し遂げ、円卓の騎士に列せられた。彼と同じく一族の当主であったランスロット卿、ガウェイン卿に比べて一回り年若く、血気にはやるラモラック卿は度々諍いを引き起こした。
ある時、彼はアーサー王に敵対する邪悪な騎士たちの城を訪れ、大勢の強者を次々と倒していった。ラモラック卿は赤い盾の騎士として喝采を浴び、アーサー王の信任を得る。名実ともに高名な騎士として名をあげていくラモラック卿であったが、ガウェイン卿らにとっては面白くない存在であり、後に敵対してしまう。
初期はトリスタン卿とは仲が悪かった。というのも、ある槍試合の際、すでに何十人もの相手と戦い疲労していたラモラック卿と戦うのは騎士道に反すると考えたトリスタン卿が、ラモラック卿との対戦を拒否したためである。これを自身に対する侮辱と考えたラモラック卿はトリスタン卿の愛するイゾルデ王妃の不貞を暴くため、「不貞をしている者が飲むと飲み物がこぼれる魔法の杯」をアイルランドに送りつけ、トリスタン卿の怒りに触れる。しかし、トリスタン卿と戦ううちにお互いの武芸に感心し、以後は友人となる。なお、また槍試合ですでに疲労していたラモラック卿と戦うのを拒否したランスロット卿とも同様の諍いをおこしているが、和解後は友人となっている。
また、ラモラック卿はモルゴースとの恋愛でも知られる。一度など、グィネヴィア王妃とモルゴースのどちらが美しいかでメレアガンス卿と決闘におよんでいる。これを仲裁に来たはずのランスロット卿も争いの原因を知ると、ランスロット卿もグィネヴィア王妃の方が美しいと主張して、ラモラック卿に決闘を挑んでしまう。結局、この争いはプリオベス卿が「自分の愛する貴婦人が一番美しいと思うのが当然でありどちらの発言も正しく、争うべきではない。仲直りして欲しい」との仲裁を受けたことで場は収まった（マロリー版9巻13章）。
ただ、ラモラック卿がモルゴースと関係を持つことに対し、モルゴースの子であるガヘリス卿たちは不快と感じていた。ラモラック卿はロット王を殺したペリノア王の息子だったからである。ロット王はモルゴースの夫であり、ガヘリス卿・ガウェイン卿にとっては父である。ついにガヘリス卿は二人が同衾中に押し入り、モルゴースを殺害してしまう。このとき、武装していなかったラモラック卿を殺すのは騎士道にもとるということでラモラック卿は殺されずにすんだが、ガウェイン卿らとラモラック卿の対立は深刻化し、キャメロットを後にした。
しかしある時、ガルハールが主催するサールースで行われた槍試合に出場したことで、ラモラック卿は命を散らすこととなる。その大会ではパラメデス卿が活躍しており、彼に敵う騎士がいないことをアーサー王が嘆いていると聞き、ガウェイン卿らに殺されるのを覚悟の上で馳せ参じたのだった。大会に優勝し去っていく彼を、ガウェイン卿、アグラヴェイン卿、ガヘリス卿、モルドレッド卿の四人は襲撃する。槍試合直後で疲労していたこと、四対一と不利な戦いであったこともあって、3時間にも及ぶ戦いの末についにラモラック卿はガウェイン卿（もしくはモルドレッド卿）の一撃を背中に受けた後、四人から滅多切りにされ殺されてしまうのだった。
ラモラックの従兄弟はLe Morte d'ArthurではPinel le Savageと名付けられ、後にグィネヴィア王妃の晩餐会でガウェインに毒を盛ってラモラックの仇を討とうとする。しかし、毒は誤って別の騎士に飲まれてしまい、その弟のマドール・ド・ラ・ポルトは王妃を責め、彼女を処刑するようアーサー王に要求する。魔術師ニムエが事件の真相を暴く間、ランスロットが彼女の擁護者としてマドールと戦い、ギネヴィアは救われる。